# Roksan Xerxes
 Этот шаблон должен использоваться с подстановкой. Замените {{Карточка/импортёр…}} на {{subst:Карточка/импортёр…}}
Roksan Xerxes (часто сокращается до Xerxes) — проигрыватель грампластинок, названный в честь персидского царя Ксеркса I и произведённый лондонской компанией Roksan Audio. Разработан соучредителем Roksan Тураем Могаддамом (англ. Touraj Moghaddam), Xerxes представляет собой проигрыватель с ременным приводом. Выпущен в 1985 году, и качество звучания сделало этот продукт сильным конкурентом признанному лидеру отрасли Linn Sondek LP12. Многие рецензенты используют «Xerxes» в качестве эталонного проигрывателя.

## Производство
Серийная версия «Ксеркса» называется «Xerxes.20plus», что связано с 20-летием запуска в 2005 году.